# Auxelles-Bas
Auxelles-Bas és un municipi francès, es troba al departament del Territori de Belfort i a la regió de Borgonya - Franc Comtat. L'any 2006 tenia 469 habitants.

## Geografia
El municipi se situa al peu sud del massís dels Vosges, al límit del departament de l'Alt Saona.

## Demografia
| 1962 | 1968 | 1975 | 1982 | 1990 | 1999 | 2006 |
| ---- | ---- | ---- | ---- | ---- | ---- | ---- |
| 321  | 283  | 325  | 361  | 353  | 461  | 469  |